# Kim Mi-Rae
Kim Mi-Rae (en coreano: 김미래; 7 de abril de 2001) es una deportista norcoreana que compite en saltos de plataforma.
Participó en dos Juegos Olímpicos de Verano, obteniendo dos medallas en París 2024, plata en la prueba de plataforma 10 m sincro (junto con Jo Jin-Mi) y bronce en plataforma 10 m, y el cuarto lugar en Río de Janeiro 2016, en la prueba sincronizada.
Ganó tres medallas en el Campeonato Mundial de Natación, en los años 2017 y 2024, y dos medallas en los Juegos Asiáticos de 2018.

## Palmarés internacional
| Juegos Olímpicos   | Juegos Olímpicos    | Juegos Olímpicos  | Juegos Olímpicos             |
| Año                | Lugar               | Medalla           | Prueba                       |
| ------------------ | ------------------- | ----------------- | ---------------------------- |
| 2024               | París (Francia)     | Medalla de plata  | Plataforma 10 m sincro       |
| 2024               | París (Francia)     | Medalla de bronce | Plataforma 10 m              |
| Campeonato Mundial |                     |                   |                              |
| Año                | Lugar               | Medalla           | Prueba                       |
| 2017               | Budapest (Hungría)  | Medalla de plata  | Plataforma 10 m sincro       |
| 2017               | Budapest (Hungría)  | Medalla de bronce | Plataforma 10 m sincro mixto |
| 2024               | Doha (Catar)        | Medalla de plata  | Plataforma 10 m sincro       |
| Juegos Asiáticos   |                     |                   |                              |
| Año                | Lugar               | Medalla           | Prueba                       |
| 2018               | Yakarta (Indonesia) | Medalla de plata  | Plataforma 10 m sincro       |
| 2018               | Yakarta (Indonesia) | Medalla de bronce | Plataforma 10 m              |